# الشقب
الشقب یک منطقهٔ مسکونی در قطر است که در شهرداری الریان واقع شده‌است. الشقب ۳٫۰ کیلومتر مربع مساحت دارد ۲۴ متر بالاتر از سطح دریا واقع شده‌است.